# گاییفا
گاییفا (به اسپانیایی: Gallifa) یک شهرستان در اسپانیا است که در استان بارسلون واقع شده‌است.

## خصوصیات
گاییفا ۱۶٫۲ کیلومترمربع مساحت و ۲۱۵ نفر جمعیت دارد و ۵۰۲ متر بالاتر از سطح دریا واقع شده‌است.